# Anversa degli Abruzzi
Anversa degli Abruzzi község (comune) Olaszország Abruzzo régiójában, L’Aquila megyében.

## Fekvése
A megye délkeleti részén fekszik. Határai: Bugnara, Cocullo, Ortona dei Marsi, Prezza, Scanno és Villalago.

## Története
Első írásos említése a 11. századból származik. A következő századokban nemesi birtok volt. Önállóságát a 19. század elején nyerte el, amikor a Nápolyi Királyságban felszámolták a feudalizmust. Korabeli épületeinek nagy része elpusztult az 1915-ös és 1984-es földrengésekben.

## Népessége
A népesség számnak alakulása:

## Főbb látnivalói
- Castello normanno – a település középkori erődje
- Santa Maria delle Grazie-templom – a 16. században épült román stílusban
- San Marcello-templom – a 11. században épült román stílusban, korai gótikus jegyekkel
- Santa Maria ad Nives-templom – egy 9. szaázadi bencés kolostor fennmaradt része
- Sorgenti del Cavuto botanikus kert